# Guitarres Juan Estruch
Guitarras Juan Estruch és una marca de guitarres i altres instruments musicals de Barcelona. La companyia va ser fundada per Juan Estruch Rosell l'any 1880, essent mestre d'altres lutiers de fama com Enric Sanfelíu, de qui exposen una guitarra al ministeri d'educació de l'Uruguai.
Després de la guerra civil, el seu fill Joan Estruch Sastre es va fer càrrec del taller del carrer Ample continuant amb la construcció artesanal de guitarres tot seguint la tradició familiar.
A la seva mort (1970), el seu fill Joan Estruch Pipó, es va fer càrrec de l'empresa fins a la seva mort el 1989.
Avui dia l'empresa seguix a Rubí, amb el nom ESTRUCH Luthiers, a càrrec de la vídua i l'antic encarregat del taller Rafael Montes que hi va entrar als 14 anys, encara que la major part de la seva producció és per l'exportació.
Als anys seixanta molts dels cantautors de la nova cançó catalana van ser clients del taller del carrer Ample fent-ne un lloc de trobada amb animades tertúlies

## Datació
Des del 1880 fins aproximadament el 1920 les guitarres tenien etiquetes rectangulars i sense any de fabricació escrit en elles. El període de fabricació només era recognoscible per la direcció escrita a l'etiqueta (Carrer Ample - Barcelona). No hi havia cap sistema de numeració.
Des de 1920-1960 van ser utilitzades etiquetes rodones en els instruments. L'etiqueta representava una dona vestida amb un vestit flamenc vorejat per la bandera espanyola. Tampoc es va emprar cap sistema de numeració.
Del 1960 al 1969, l'etiqueta va seguir sent rodona, però sense la bandera ni la dona. A l'etiqueta només s'hi pot llegir JUAN ESTRUCH - BARCELONA (sense la direcció).
A partir del 1969 fins ara, les etiquetes estan numerades i s'hi inclou l'any de fabricació.
Els instruments amb etiquetes signades per Juan Estruch Pipó van ser fets personalment per ell mateix. Els que no es van signar, van ser fets pels seus empleats.